# آی‌سی‌آی۱۱۸و ۵۵۱
آی‌سی‌آی۱۱۸و۵۵۱ (به انگلیسی: ICI-118,551) با فرمول شیمیایی C۱۷H۲۷NO۲ یک ترکیب شیمیایی با شناسه پاب‌کم ۳۶۸۲ است. که جرم مولی آن ۲۷۷٫۴۰۲ g/mol می‌باشد. 